# Pho (öltözék)
A pho a koreai hanbok része, egyfajta hosszú felsőkabát vagy köpenyszerű öltözék, amit leginkább férfiak viseltek formális öltözetként, viseletük legfelső darabjaként. Régen tizenkét fajta phót különböztettek meg, ma már csak kettőt viselnek, ezek a topho és a turumagi. A topho zsinórját valamivel a csogori szalagja fölött kötötték meg, ezen felül a férfiak a derekukon is megkötötték a tophót.

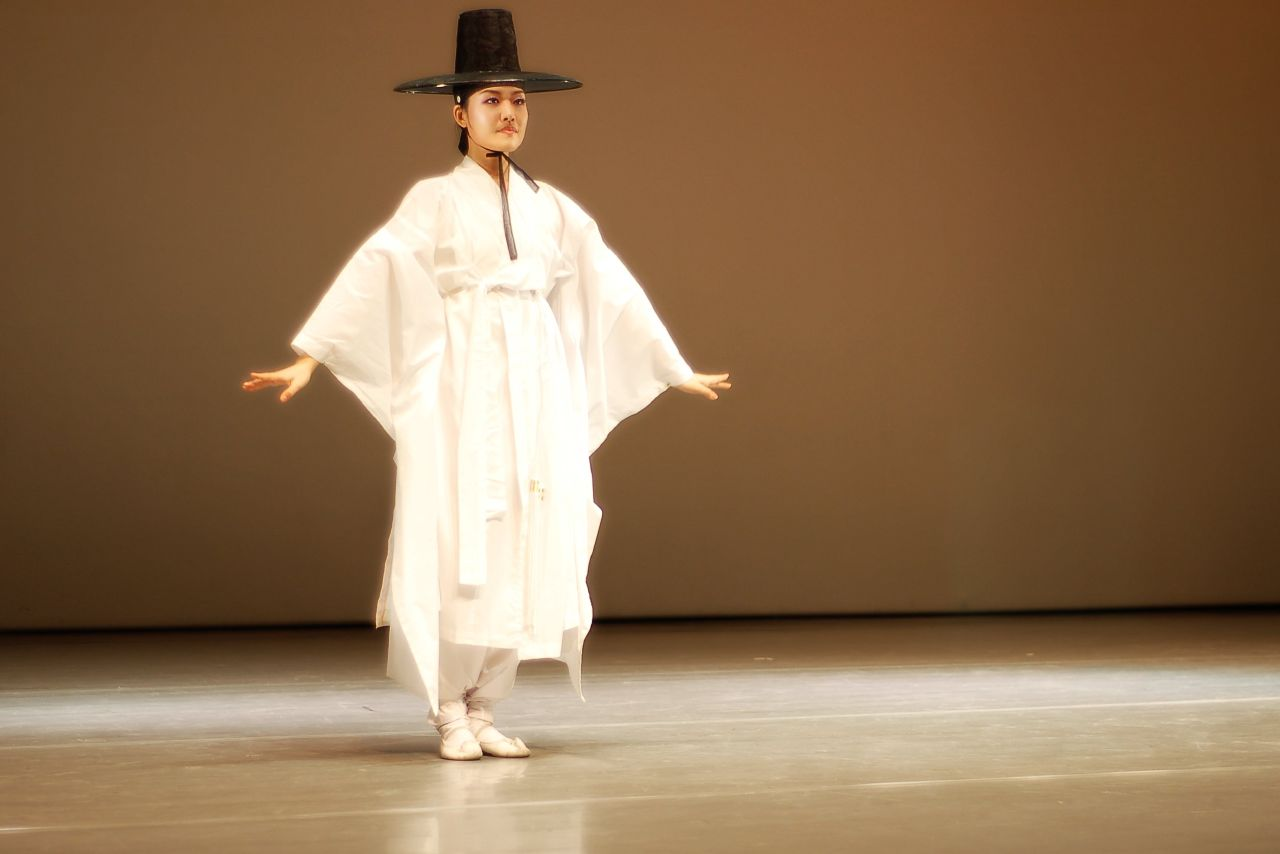
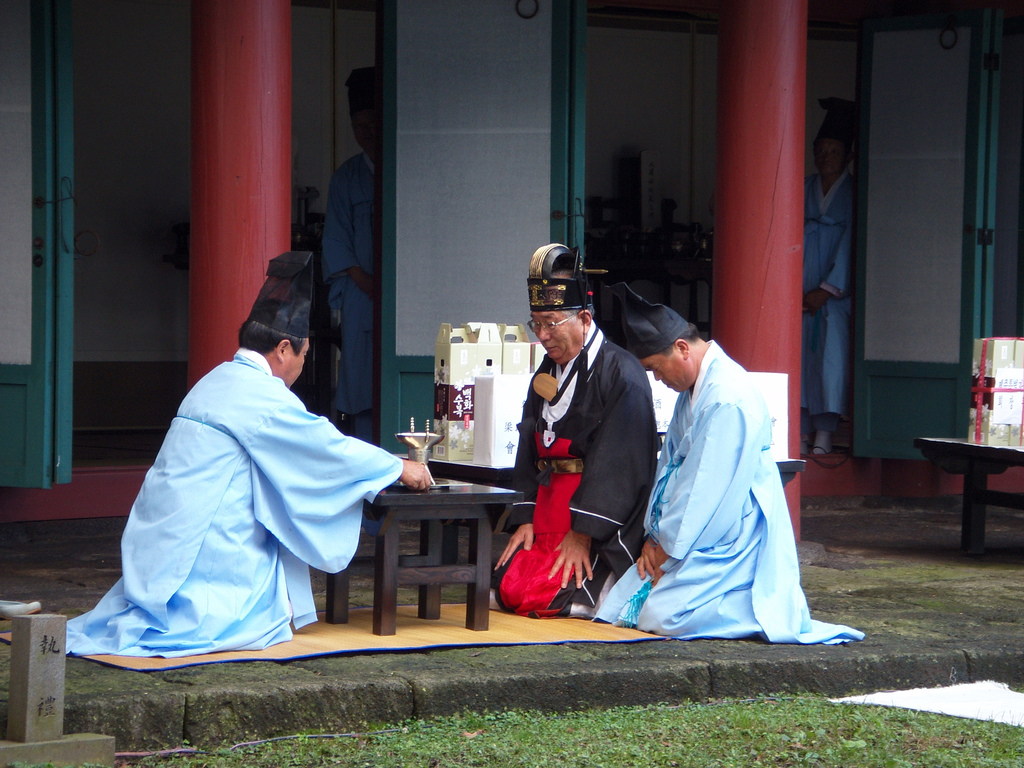
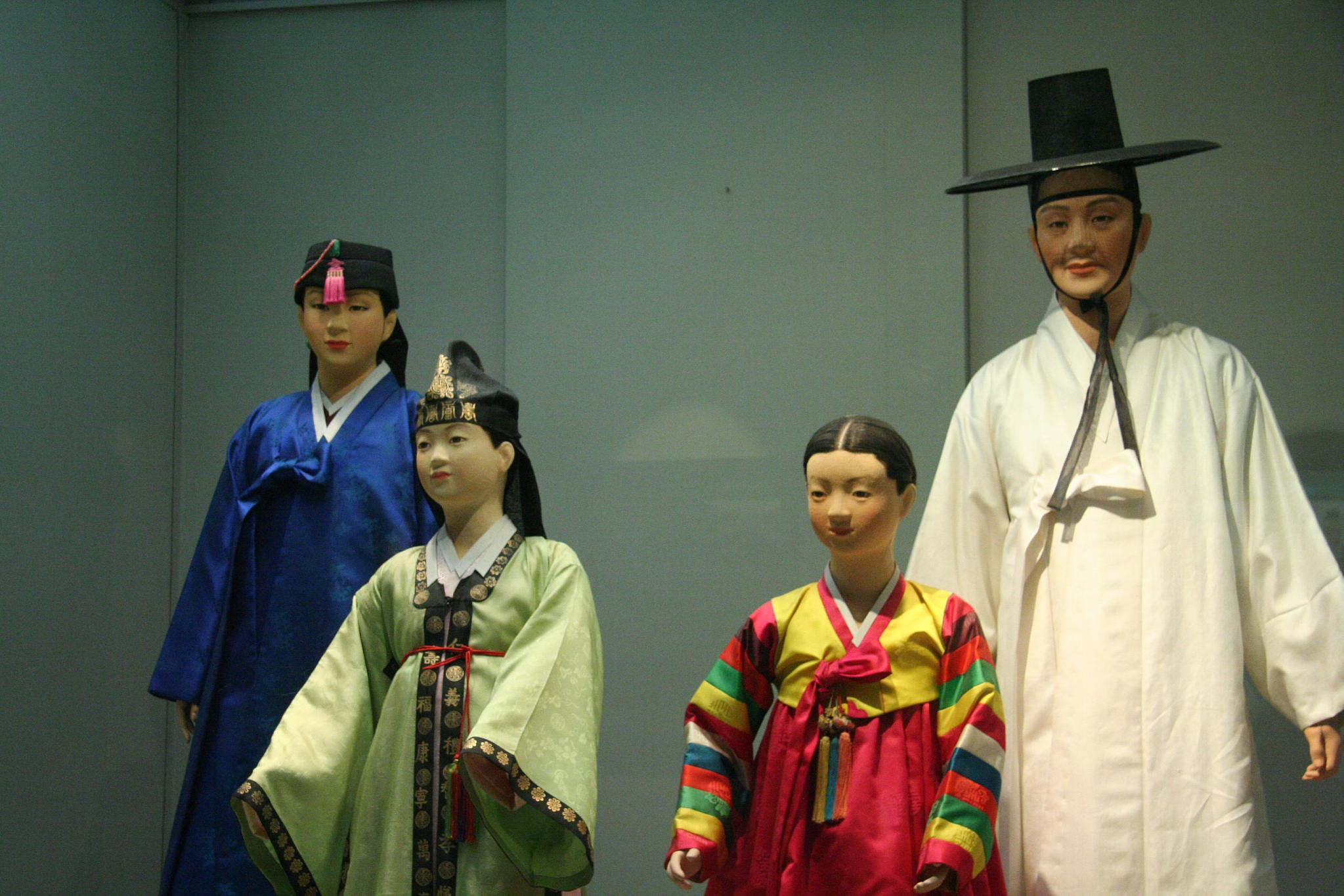
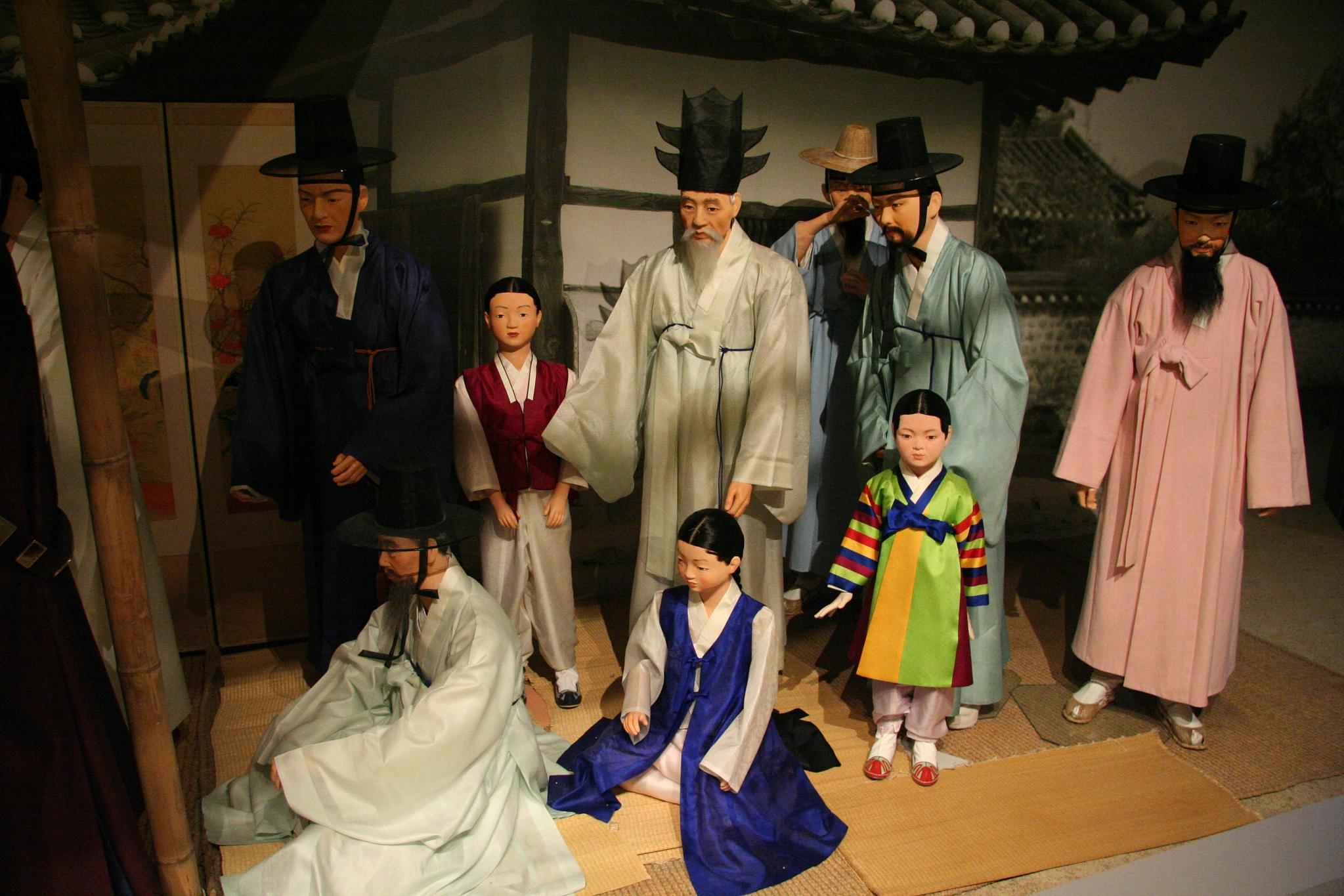